# SN 2007ui
SN 2007ui – supernowa typu Ia odkryta 13 listopada 2007 roku w galaktyce A023457-0804. Jej jasność pozostaje nieznana.